# Highly Cited Researchers
Highly Cited Researchers  (HCR, früher ISI Highly Cited) ist eine Datenbank der Firma Clarivate Analytics (bis 2016 von Thomson Reuters), die aus 22 wissenschaftlichen Fachgebieten die rund 6200 meistzitierten und damit einflussreichsten Wissenschaftler aufführt. Die Fachgebiete sind entsprechend ihrem Anteil in der Datenbank vertreten. Die analysierte wissenschaftliche Literatur stammt aus einem Zeitraum von 11 Jahren, derzeit aus den Jahren 2008 bis 2018 für die Liste 2019; sie basiert auf dem Web of Science.
Die Daten basieren auf Vorarbeiten des Institute for Scientific Information, das 1992 von der Firma Thomson Reuters und 2016 von Clarivate Analytics übernommen wurde.

## Wissenschaftliche Fachgebiete
Fachlich werden die Wissenschaftsgebiete wie folgt unterteilt:
- Agricultural Sciences – Agrarwissenschaft
- Biology and Biochemistry – Biologie und Biochemie
- Chemistry – Chemie
- Clinical Medicine – Klinische Medizin
- Computer Science – Informatik
- Cross-Field;- Fachübergreifend (seit 2018)
- Ecology / Environment – Umweltwissenschaft / Ökologie (bis 2018)
- Economics / Business – Wirtschaftswissenschaft / Betriebswirtschaft
- Engineering – Ingenieurwissenschaften
- Environment and Ecology;- Umweltwissenschaft / Ökologie (seit 2019)
- Geosciences – Geowissenschaften
- Immunology – Immunologie
- Material Sciences – Materialwissenschaft
- Mathematics – Mathematik
- Microbiology – Mikrobiologie
- Molecular Biology and Genetics – Molekularbiologie und Genetik
- Neuroscience – Neurowissenschaft (bis 2018)
- Neuroscience and Behavior;- Neurowissenschaft und Verhalten (seit 2019)
- Pharmacology – Pharmakologie (bis 2018)
- Pharmacology and Toxicology;- Pharmakologie und Toxikologie (seit 2019)
- Physics – Physik
- Plant and Animal Science – Botanik und Zoologie
- Psychology / Psychiatry – Psychologie / Psychiatrie
- Social Sciences / General – Allgemeine Sozialwissenschaften
- Space Sciences – Weltraumwissenschaft

## Methode
Die Methode für die Produktion der Datenbank beginnt mit dem Datenabzug der elf betrachteten Jahre aus der Datenbank „Essential Science Indicators“. Die Daten werden eingeschränkt auf Zeitschriftenartikel und Übersichtsartikel.
Die Zeitschriften werden den obigen Fachgebieten eindeutig zugeordnet, damit ist auch die Zuordnung der darin erschienenen Artikel festgelegt. Nur bei multidisziplinären Zeitschriften wie Nature, Proceedings of the National Academy of Sciences of the USA, Science u. a. werden die einzelnen Artikel den Fachgebieten zugeordnet.
Für die endgültige Liste werden die „Highly Cited Papers“ pro Autor bestimmt und sortiert. Wie viele Autoren in die Liste übernommen werden, hängt von der Größe des Fachgebiets ab.